# Katolický dům (Boskovice)
Katolický dům v Boskovicích, také nazývaný krátce Kaťák, byl postaven v letech 1898 až 1899 nákladem katolického spolku Svornost. O jeho vybudování se značně přičinil kněz a básník František Chramosta, který vyučoval náboženství na boskovickém gymnáziu. Po první světové válce přešla budova do vlastnictví Spořitelního a záloženského spolku a spolek Svornost pak v ní zůstal v nájmu. Nyní patří Kulturnímu zařízení města Boskovice. V letech 1998 až 1999 byla vzhledem k jeho havarijnímu stavu provedena jeho nákladná rekonstrukce.
V roce 1928 v něm bylo zřízeno kino, které funguje dodnes (od roku 1960 pod názvem kino Panorama), ale hrálo se v něm také divadlo (naposledy v roce 1947). V přízemí se nachází také restaurace.